# A Herança (2024)
A Herança é um filme de terror brasileiro de 2024, dirigido por João Cândido Zacharias e roteirizado com Fernando Toste. Produzido pela Bubbles Project, o filme foi lançado em 21 de novembro de 2024 nos cinemas. O filme teve sua première nacional no Festival do Rio, depois de passar por festivais de cinema no México, Portugal, Argentina e Uruguai. A produção conquistou o prêmio de melhor longa-metragem ibero-americano no Festival Internacional de Cinema de Terror e Fantástico de Córdoba.
Estrelado por Diego Montez, a trama acompanha um jovem que retorna ao seu país de origem para receber uma herança mas é acompanhado por elementos estranhos ao visitar o lugar que lhe foi reservado. Yohan Levy, Luiza Kosovski, Analu Prestes, Cristina Pereira, Ana Carbatti e Gilda Nomacce completam o elenco principal.

## Sinopse
Após receber a triste notícia da morte de sua mãe, Thomas retorna ao Brasil acompanhado de seu namorado, Beni. Ao chegar, descobre que é o único herdeiro de uma avó que nunca conheceu. Movido pela curiosidade de reconectar-se com sua história familiar, eles visitam a casa da avó, onde Thomas é recebido por duas tias idosas que o acolhem como um filho perdido há muito tempo. À medida que Thomas se encanta cada vez mais com o local, Beni começa a desconfiar que algo sinistro se esconde sob a superfície da pacata vida no campo.

## Elenco
- Diego Montez
- Yohan Levy
- Analu Prestes
- Cristina Pereira
- Luiza Kosovski
- Ana Carbatti
- Gilda Nomacce
- Jimmy London